# عقرب أستارتياي
عقرب أستارتياي هي نوع من العقارب ينتمي إلى جنس بيروليتوس، وهو متوطّن في سوريا، أي أنه ليس معروفاً من أي بلدٍ آخر بالعالم. يبلغ طول العقرب البالغ نحو 15 ملليمتراً فقط، ويتراوح لونه من الأصفر الشاحب إلى الأصفر المحمرّ، تتخلَّله بقع صغيرة بنية. وصف النوع بناءً على عينة واحدة لعقرب عثر عليه غرب منطقة السخنة في وسط سوريا بصحراء بادية الشام، وهو النوع الوحيد المعروف بالبلاد حالياً من جنس بيروليتوس.